# Rundskuedagen
Rundskuedagen var et arrangement, der i årene 1910-1987 blev afholdt årligt i flere byer i Danmark, i begyndelsen i september måned. På Rundskuedagen kunne personer, der havde købt et rundskuehæfte opnå gratis adgang til en lang række arrangementer, virksomheder, museer og forskellige konkurrencer. Rundskuehæftet indeholdt billetter til de forskellige arrangementer, herunder tilbud om besøg på steder, der normalt ikke gav adgang for offentligheden. Samtidig udgjorde hvert hæfte en lodseddel, som deltog i et lotteri om forskellige præmier.
Rundskuedagen blev første gang arrangeret den 10. september 1910 af Københavns Journalistforbund med Kristian Dahl som drivende kraft, og overskuddet gik til forbundet. Hovedgevinsten i lotteriet var en rejse til de eksotiske rejsemål Kina og Japan med hjemrejse med Den transsibiriske jernbane over Sankt Petersborg. Andre gevinster var rejser til mere nære rejsemål. Indehaverne af et rundskuehæfte kunne også besøge Rigshospitalet, Den Kongelige Porcelænsfabrik og andre virksomheder og institutioner, og kunne få serveret øl på både Carlsberg og Tuborg, få te på det nye Paladshotel og meget mere. Arrangementet blev en stor succes og indbragte journalistforbundet 23.000 kr., hvilket langt oversteg forbundets indtægter fra medlemskontingenter.
I årene indtil 1915 gik overskuddet til Københavns Journalistforbund, men herefter gik overskuddene til velgørende formål, særlig til støtte for københavnske børn. I 1949 blev Fonden Københavns Rundskuedag oprettet. Fonden støttede børnehjem og "rekreationshjem" for udsatte børn og børnehaver, vuggestuer og plejehjem.
Interessen i 1970'ene og 1980'erne var dog dalende, og den sidste Rundskuedag blev afholdt den 17. oktober 1987. Dagen - og rundskuetraditionen - afsluttedes med gallakoncert på Københavns Rådhus. Idéen levede dog videre og genopstod nogle år senere, da Kulturnatten i København fik premiere. 

## Rundskuedagen på film
Rundskuedagen påkaldte sig i de første år betydelig interesse, og der foreligger flere dokumentariske optagelser af arrangementet i 1910'erne og 1920'erne, herunder:
- Rundskuedag, optagelser fra den første Rundskuedag i København
- Rundskuedagen 1912, optagelser fra rundskuedagen i København
- Rundskuedagen 1915, optagelser fra rundskuedagen i København
- Rundskuedagen i Saxkjøbing, optagelser fra 1918
- Sommerteatrets Rundskuefilm, optagelser fra 1918
- Rundskuedagene i Ringsted 1919
- Rundskuedagen i Stege 1921
- Rundskuedagen i Køge, optagelser fra 1922
- Rundskuedagen i Thisted 1926
- Rundskuefilmen 1927